# Boris Wladimirowitsch Annenkow

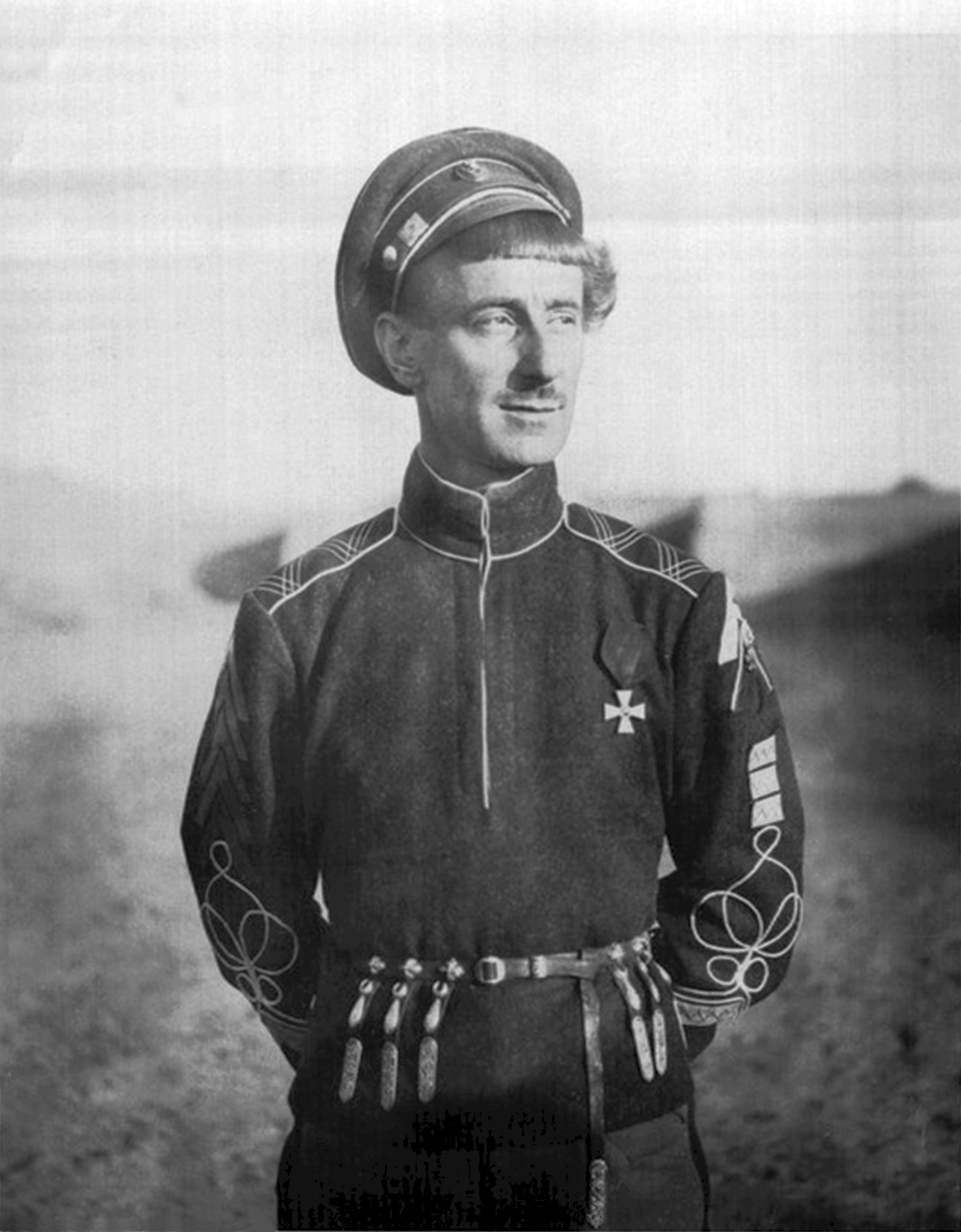
Boris Annenkow

Boris Wladimirowitsch Annenkow, russisch Борис Владимирович Анненков (* 9. Februar 1889; † 25. April 1927 in Semipalatinsk) war Ataman der sibirischen Kosaken, Generalmajor und Kommandant der Sieben-Flüsse-Armee. Aufgrund zahlreicher Militärverbrechen, die von seinen Truppen begangen wurden (gegen die Roten, Zivilisten und sogar andere weiße Truppen, die nicht unter seinem Kommando standen), bleibt er die umstrittenste Persönlichkeit in der weißen Bewegung und wurde sogar von anderen weißen Generälen verachtet.

## Leben
Boris, der Enkel des Dekabristen Iwan Alexandrowitsch Annenkow, wurde in die Familie von Wladimir Iwanowitsch Annenkow, einem Oberst im Ruhestand, hineingeboren und gehört zum Adel von Wolhynien.
Ausgebildet an der Kadettenschule in Odessa und der Militärschule Alexander II in Moskau, begann Boris Annenkow seinen Dienst beim 1. sibirischen Kosakenregiment, bevor er zum 4. sibirischen Kosakenregiment in Kökschetau wechselte. 1914 brach im Regiment eine Meuterei aus und Annenkow wurde von den Meuterern zum vorübergehenden Kommandeur ernannt. Zu 1 Jahr und 4 Monaten Haft verurteilt, verbüßte er seine Strafe nicht, sondern wurde an die Front gegen die Deutschen geschickt.
Für seine kämpferische Tapferkeit erhielt er zwischen 1915 und 1917 ein Goldenes Schwert für Tapferkeit sowie den Verdienstorden der Ehrenlegion aus den Händen von General Paul Pau.
Nach den Revolutionen von 1917 wurde Annenkow mit seinen Männern im Dezember nach Omsk zurückgeschickt, um die konterrevolutionäre Einheit aufzulösen. Da er sich weigerte, sich entwaffnen zu lassen, begann er dann den Kampf gegen die Bolschewisten.
Im März 1918 wurde er von einer umstrittenen Kosakenversammlung zum Ataman der sibirischen Kosaken gewählt. Er kämpfte gegen die Roten Truppen im südlichen Ural und in Zentralasien und wurde im August 1919 Kommandeur der unabhängigen Armee der Region des Siebenstromlands. Im Winter 1919–1920 schloss er sich offiziell den Truppen von General Dutow an; jedoch kam es fast sofort zu einem Konflikt zwischen ihm und Dutow aufgrund von Gräueltaten von Annenkow-Truppen, und Dutow weigerte sich, ihn zu unterstützen.
Im Frühjahr 1920 musste Annenkow sich in Richtung der chinesischen Grenze zurückziehen. Am 28. April überquerte er mit dem Rest seiner Männer die Grenze und ließ sich in Ürümqi nieder. Die chinesischen Behörden nahmen ihn im März 1921 fest, und dank der Bemühungen von General Denissov und der Unterstützung britischer und japanischer Vertreter wurde er erst drei Jahre später freigelassen.
Am 7. April 1927 wurde Annenkow von Feng Yuxiang gefangen genommen und an die in der Region tätigen Tschekisten ausgeliefert. In die Sowjetunion deportiert, wurde er am 25. April in Semipalatinsk zusammen mit Denissov erschossen.
In den 1990er Jahren wurde sein Fall von der russischen Generalstaatsanwaltschaft überprüft und ihm wurde die Rehabilitation verweigert.

## Kultur und Medien

### Kino und Fernsehen
- 1933: Annenkovchtchina (Анненковщина), Film von Nikolaï Beresnev; die Rolle des Annenkov wurde von Boris Liwanow gespielt.